# Переплётные материалы
Переплётные материалы — материалы для книжного переплёта. С развитием книгопечатания в качестве переплётных материалов последовательно использовали кожу, пергамент, ткань, бумагу. Основное назначение переплётов — предохранение книжного блока от повреждения. Поэтому все покровные материалы должны обладать механической прочностью на разрыв, надрыв, истирание, а также выдерживать многократные изгибы. Современные переплётные материалы состоят из основы (бумага, нетканый материал, ткань), пропитанной полимером или нанесённым на неё полимерным покрытием.

## Материалы
- Натуральная и искусственная кожа — оформление корешка и переплётной крышки.

### Бумага
- Форзацная — соединение книжного блока с переплётной крышкой.
- Обложечная.
- «Мраморная».
- Бумага для отстава.
- Бумага для оклейки корешка книжного блока.
- Глянцевая цветная — оклейка этикеток и картонажных изделий.
- Крепированная.
- Бархатная (велюр).

### Картон
- Бурый древесномассный.
- Цветной многослойный — для цельнокартонных переплётов.
- Прессшнап — для цельнокартонных переплётов повышенной прочности.
- Прессшнап лакированный — художественное оформление.
- Бристольский картон — художественно-технические и переплётно-брошюровочные работы.
- Коробочный.
- Матричный.

### Ткани
Ткани используются для оформления корешка и переплётной крышки.
- Переплётный коленкор, переплётный коленкор «Модерн».
- Дук (сильно аппретированная ткань полотняного переплетения).
- Ледерин.
- Штапель.
- Холст.
- Сатин.
- Ластик.

### Для скрепления блока
- Марля — соединение книжного блока с переплётной крышкой.
- Каптал — декоративный и защитный элемент корешка.
- Швейные нитки, шнуры: хлопчатобумажные и капроновые нитки, пеньковый шнур.

### Клеи
- ПВА.
- Латексный.
- Полиакриламидный.
- Карбоксиметилцеллюлозный (КМЦ).
- Сульфитный.
- Термоклей.
- Глютиновый (костный, мездровый, желатиновый).
- Казеиновый.
- Крахмальный.
- Декстриновый.

### Длятиснения
- Сусальное золото, поталь.
- Цветная фольга.
- Бронзовая.
- Алюминиевая.
- «Юбилейная» переплётная фольга.